# Роберт Нісбет (веслувальник)
Роберт Нісбет (англ. Robert Nisbet, 23 листопада 1900 — 13 вересня 1986) — британський академічний веслувальник.
Срібний призер Олімпійських Ігор 1928 року в складі розпашної двійки без стернового.